# خداع النفس

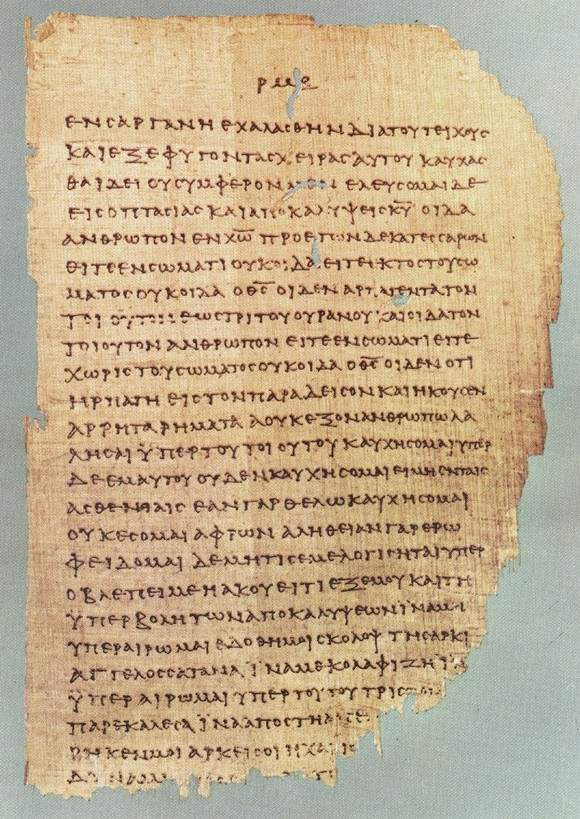

هو توهم الإنسان لحقيقة نفسه وإمكانياته وظروفة علي نحو يخالف الواقع ولكن يتفق مع هواه ورغبته والفرد بطبيعة الحال لا يكون متعمدا ذلك بل إنه يقوم بخداع نفسه دون وعي بذلك كأن تكون إمكاناتة العقلية والعلمية ضعيفة ويري هو عكس ذلك
يقول الفيلسوف الأميركي مايكل نوفاك " لا حدود معروفة لقدرة الإنسان على خداع نفسه". كما يقال أيضاً أن أقدم وأسوأ أشكال الخديعة هو أَنْ نخدع أنفسنا".
خداع النفس هو عملية يقوم بها الشخص من أجل رفض الأدلة والحجج المنطقية، أو تبرير أهميتها، أو معارضتها، أو تبرير أهمية معارضتها. ينطوي خداع النفس على إقناع الشخص نفسَه بوجود حقيقة (أو عدم وجودها) حتى لا يكشف المرء عن أي معرفة ذاتية بالخداع.

## تاريخ موجز
في حين سيطر التحليل الفرويدي للعقول الواعية وغير الواعية على الحقل النفسي، أصبح المزيد من علماء النفس فضوليين حول كيفية عمل هذين العالَمين المنفصلين في سبعينيات القرن العشرين. مع ذلك، توقف النقاش مؤقتًا بسبب عدم وجود نماذج ميكانيكية متاحة لهذا الخط من البحث. تحول التركيز في وقت لاحق إلى البحوث المتعلقة بالرؤية في علم النفس الاجتماعي.

## التنظير

### التحليل
النموذج التقليدي لخداع النفس على غرار الخداع الشخصي، إذ يجعل الشخصُ (أ) الشخصَ (ب) يصدق بعض المقترحات (ج) عمدًا طوال الوقت مع معرفة ما هو عكس (ج) وتصديقه، أي (ج~). هذا الخداع مقصود ويتطلب من المخادع أن يعرف (ج~) أو يصدقه، ويخدع من أجل تصديق (ج). في هذا الوضع التقليدي، يتعين على مخادعي النفس (1) حمل معتقدات متناقضة، و(2) دفع أنفسهم عمدًا للاعتقاد أنهم على معرفة بأنهم مخطئون أو إدراكهم ذلك حقًا.
مع ذلك، يمكن أن تحجب عملية التبرير نية خداع الذات. يوضح براين ماكلولين أن هذه المبررات تسمح بهذه الظاهرة في ظروف معينة. عندما يحاول شخص، الذي لا يؤمن بـ(ج)، جعل نفسه مؤمنًا أو مستمرًا بالتصديق من خلال التبرير لنفسه. نتيجة لذلك، يضلل نفسه عن غير قصد بهدف التصديق أو الاستمرار بالتصديق من خلال التفكير المتحيز، إذ يخدع نفسه بطريقة مناسبة دون وجود نية خادعة لهذا.

### علم النفس
يدعو خداع النفس إلى التشكيك بطبيعة الفرد، وخاصة في السياق النفسي وطبيعة «النفس». تُعد اللاعقلانية الأساس الذي تستند إليه مفارقات جدل خداع النفس المزعومة، ويُقال إنه ليس لكل فرد «مواهب خاصة» وقدرات تمكنه من خداع نفسه. مع ذلك، يتأثر التبرير بالعديد من العوامل، بما فيها التنشئة الاجتماعية، والميول الشخصية، والخوف، والقمع المعرفي. يمكن معالجة هذا التبرير في الصيحات الإيجابية والسلبية؛ إقناع المرء برؤية موقف سلبي بتفاؤل والعكس صحيح. على النقيض من ذلك، لا يمكن للتبرير وحده إيضاح خداع الذات بفعالية ديناميكية، لأن السبب المقنع هو مجرد شكل واحد يمكن للعمليات العقلية اتخاذه.